# 한강하구
한강하구는 한강의 하구를 말한다. 특히 조강(祖江)은 한강과 임진강이 합류한 이후 부분을 일컫는다.
대한민국의 4대강 가운데 유일하게 하구둑이 없는 강이다. 한국전쟁 이후 한강 하구의 수운이 쇠퇴하여 한강 하구를 통해 배를 운항하기 힘들어짐에 따라 경인 아라뱃길이 건설되었다. 

## 한강하구 중립수역
한강 하구와 한강 어귀에서 대한민국과 조선민주주의인민공화국이 대치하는 수역을 말한다. 한국전쟁 이후에는 이명박 서울특별시장때 통영시에 거북선을 기증할 때, 운하 개설 이후 문재인 정부에서 한강하구 공동조사를 행했을때를 제외하고 한강 하구 중립수역에 민간선박이 운항하지 못하였다.2018년 남북은 이 곳에서 공동 연구를 진행한 적이 있다.

## 같이 보기
- 한강
- 북방한계선
- 금강 어귀